# Winter-Paralympics 2006/Teilnehmer (Andorra)
| Gelbes Symbol für Goldmedaillen mit stilisierten Olympischen Ringen | Graues Symbol für Silbermedaillen mit stilisierten Olympischen Ringen | Braundes Symbol für Bronzemedaillen mit stilisierten Olympischen Ringen |
| ------------------------------------------------------------------- | --------------------------------------------------------------------- | ----------------------------------------------------------------------- |
| —                                                                   | —                                                                     | —                                                                       |

Andorra nahm an den Winter-Paralympics 2006 in Turin mit einer Delegation von zwei Athleten teil.

## Teilnehmer nach Sportarten

### Ski Alpin
Damen:
- Francesca Ramirez

- Slalom, sehbehindert: 8. Platz
- Riesenslalom, sehbehindert: 10. Platz

Herren:
- Xavier Barios
Slalom, sitzend: DNF
Riesenslalom, sitzend: 40. Platz

### Rollstuhlcurling
Keine andorranischen Teilnehmer.

### Sledge-Eishockey
Keine andorranischen Teilnehmer.

### Ski Nordisch (Biathlon und Skilanglauf)
Keine andorranischen Teilnehmer.